# Chlorogomphus brunneus
Chlorogomphus brunneus is een echte libel (Anisoptera) uit de familie van de Chlorogomphidae.
De wetenschappelijke naam van de soort werd in 1926 gepubliceerd door Mamoru Oguma.